# Wehrstein

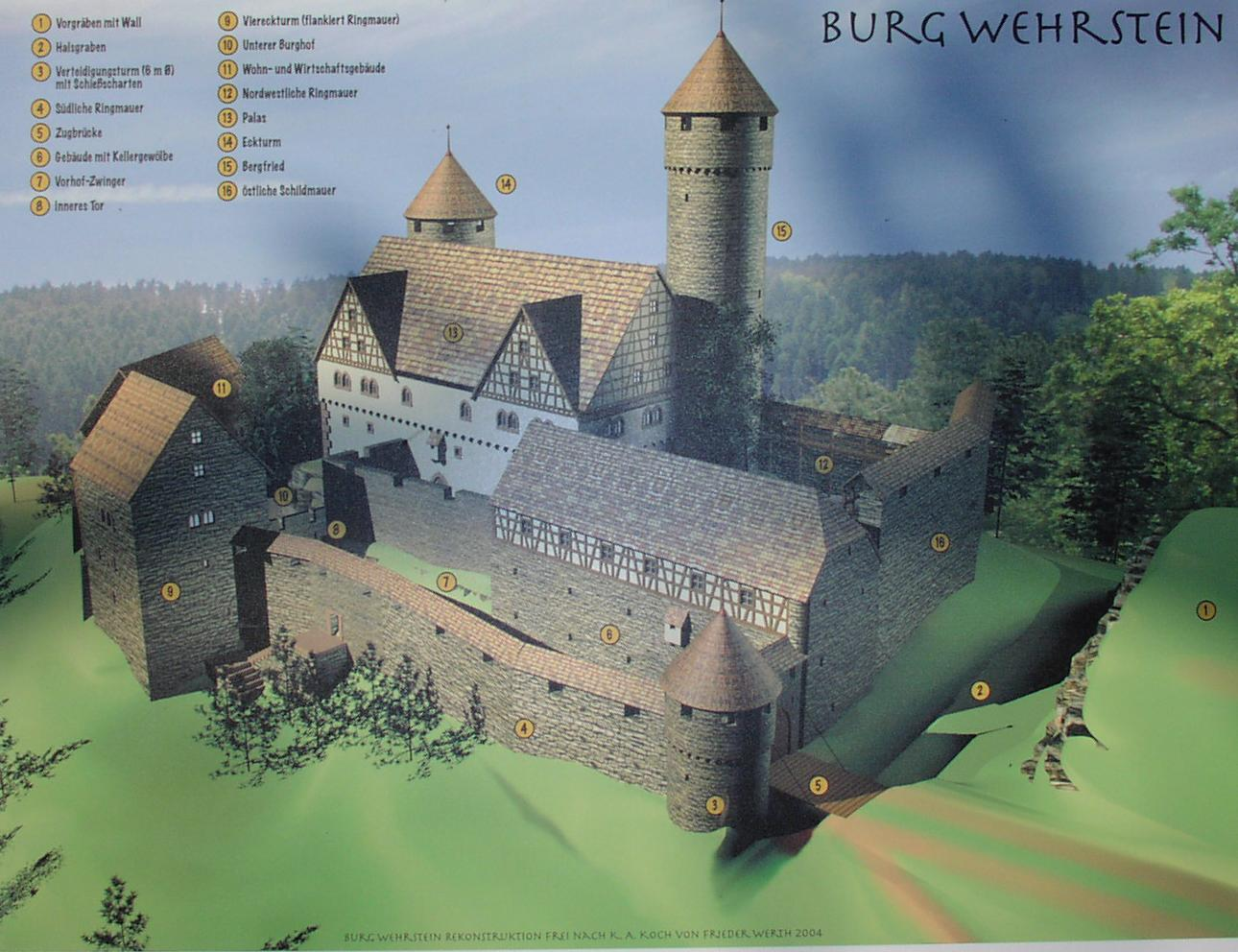
Burg Wehrstein – Rekonstruktionszeichnung

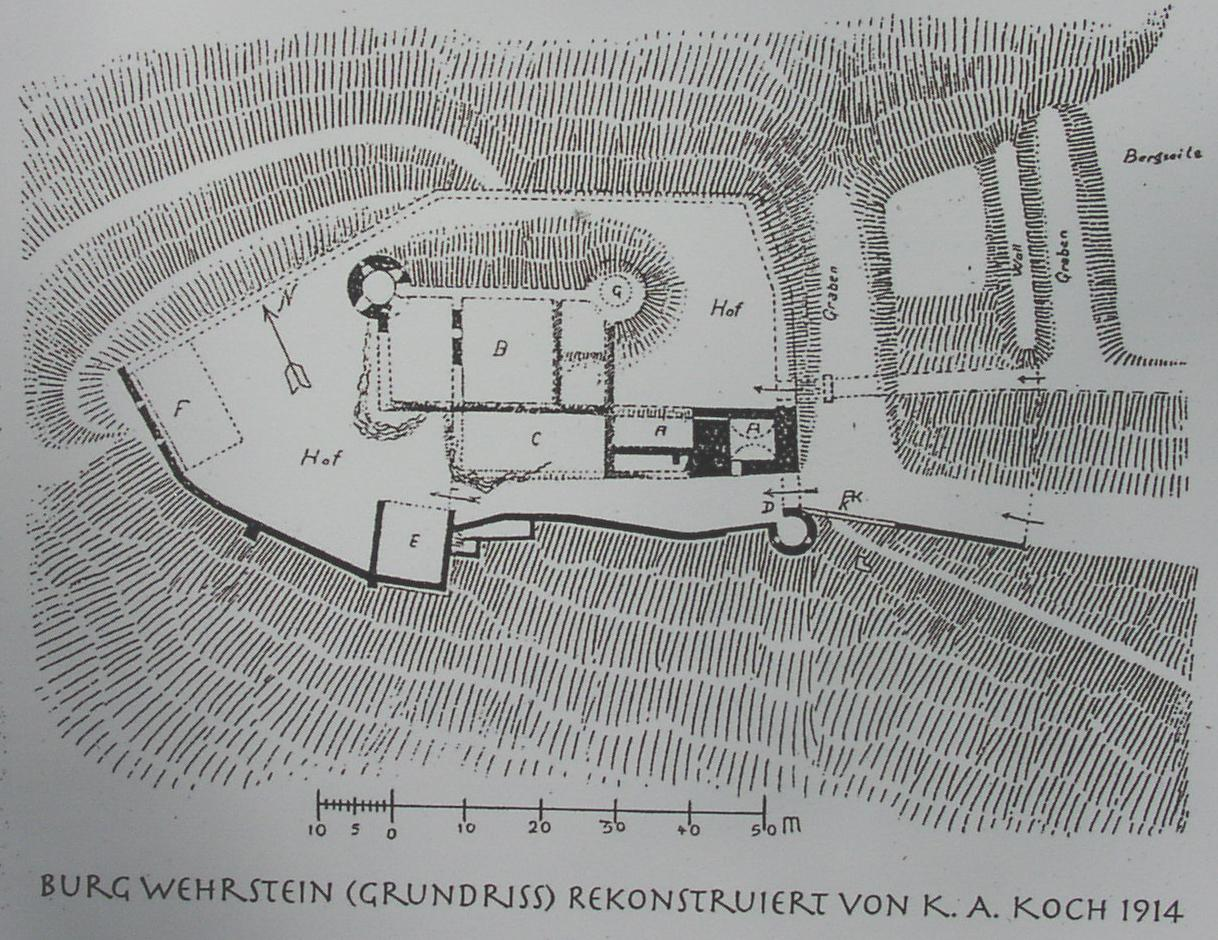
Burg Wehrstein – Grundriss/Rekonstruktion

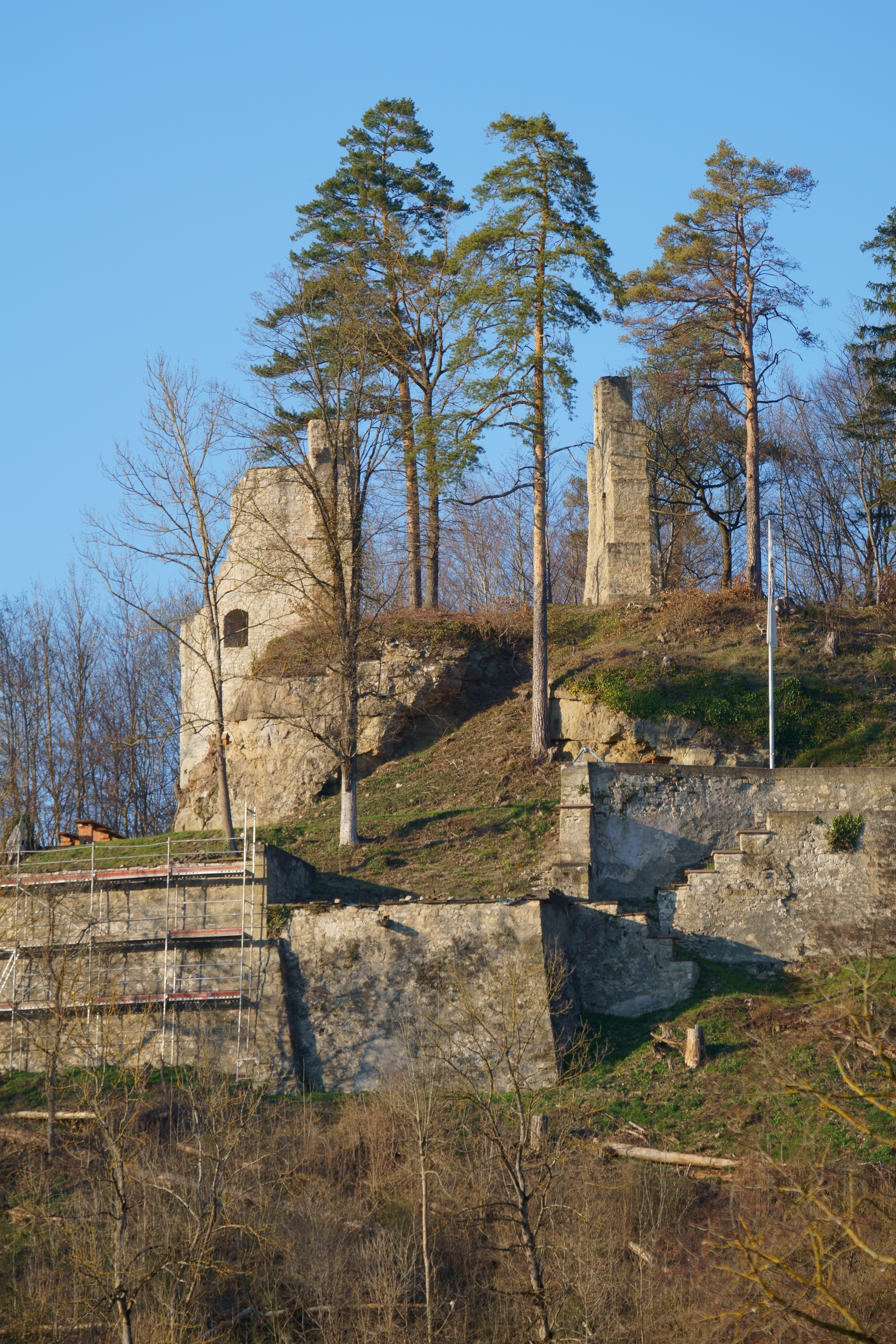
Burg Wehrstein

Die Wehrstein ist die Ruine einer Höhenburg auf einer Anhöhe über Fischingen bei Sulz am Neckar, Landkreis Rottweil in Baden-Württemberg, Deutschland.

## Geschichte
Der Sage nach soll Karl der Große im Jahr 752 auf der Burg Wehrstein seine Frau Hildegard, eine Schwäbin, kennengelernt haben.
Im Jahr 772 wurden die Orte Fischingen und Empfingen erstmals urkundlich genannt. Um 1100 wurden die Edelfreien von Wehrstein als hochadeliges Geschlecht erstmals genannt, als Marquard von Wehrstein und seine Frau Gepa das Kloster Hirsau beschenkten. In dieser Zeit trat auch das Wehrsteiner Wappen, ein goldener Anker, erstmals auf. Er soll daran erinnert haben, dass ein Wehrsteiner, der mit Friedrich Barbarossa an einem Kreuzzug teilgenommen haben soll, während eines Sturms auf See aus Lebensgefahr errettet wurde.
Die Herren von Wehrstein traten von 1101 bis um 1395 urkundlich auf. Ihre Herrschaft umfasste neben der Burg und dem Hofgut Wehrstein die Orte Fischingen, Betra und Empfingen und war zunächst pfalzgräflich-tübingisches, dann hohenbergisches und ab 1381 österreichisches Lehen.
1318 wurde Hiltibold von Wehrstein († 1329) Abt von St. Gallen. Vermutlich starb das Geschlecht der Wehrsteiner mit dem Tod von Benz von Wehrstein im Jahr 1409 aus. Aber bereits 1331 wurde Graf Rudolf von Hohenberg (1302–1336) als Besitzer der Burg Wehrstein genannt. Die Grafen von Hohenberg übernahmen damit die Herrschaft, zu der Fischingen, Betra und Empfingen gehörten.
Im Jahr 1373 verpfändeten die Grafen von Hohenberg die Herrschaft Wehrstein an die Herren von Weitingen, die die Burg in der Folge weiter ausbauten. Im Jahr 1381 kaufte Herzog Leopold von Österreich den gesamten Besitz der Hohenberger, zu denen auch die Herrschaft Wehrstein gehörte. Damit wurde Wehrstein österreichisches Lehen, bis 1806 blieb Österreich Oberlehnsherr.
1400 wurde die Herrschaft an Burkard von Mansperg verpfändet, der seine Stammburg Mansberg bei Kirchheim/Teck hatte. Schon bald wurde das Pfand in ein Lehen umgewandelt. Im Jahr 1419 erwarben die Weitinger die Herrschaft als Lehen zurück. Den Bauernkrieg von 1525 überstand die Burg unversehrt.
1528 erwarb Graf Christoph von Nellenburg-Tengen die Herrschaft Wehrstein. Er starb 1539 und wurde in der Kirche zu Empfingen bestattet.
Im Jahr 1552 kaufte Jos Niklas II. von Zollern die Herrschaft für seinen Vetter, Graf Karl I. von Hohenzollern. In der hohenzollerschen Erbeinigung im Jahr 1575 wurde die Herrschaft Wehrstein Hohenzollern-Haigerloch zugeschlagen. Nach dem Aussterben der zollerischen Linie Hohenzollern-Wehrstein/Haigerloch im Jahr 1634 kam Wehrstein nicht zu Hohenzollern-Hechingen, sondern zu Hohenzollern-Sigmaringen.
Bis zum Jahr 1585 wurde die Herrschaft von einem Vogt verwaltet, der seinen Sitz auf der Burg hatte.
Während des Dreißigjährigen Kriegs wurde die Burg 1643 durch kurbayerische Truppen fast völlig zerstört, anschließend aber wieder aufgebaut.
Mit dem Pressburger Frieden im Jahr 1805 endete die österreichische Lehnshoheit und Wehrstein ging ganz in den Besitz von Hohenzollern-Sigmaringen über. Fischingen und Betra wurden zunächst dem Oberamt Glatt zugeteilt, das 1854 dem Oberamt Haigerloch zugeschlagen wurde.
Um 1830 wurde die baufällige Burg dann abgebrochen. 1842 werden an der Ruine größere Reparaturen durchgeführt, die Ruine wurde von Fürst Karl Anton von Hohenzollern-Sigmaringen vor weiterem Zerfall geschützt.
Im Jahr 2003 wird der Freundeskreis Burgruine Wehrstein gegründet, der sich zur Aufgabe gesetzt hat, die Ruine vor dem weiteren Verfall zu schützen.
Im Juni 2006 wurde die Burgruine Wehrstein von dem Empfinger Schotterwerksbesitzer Alois Gfrörer gekauft.
Die Denkmalstiftung Baden-Württemberg ernannte die Ruine zum Denkmal des Monats Februar 2011.